# John M. Richardson

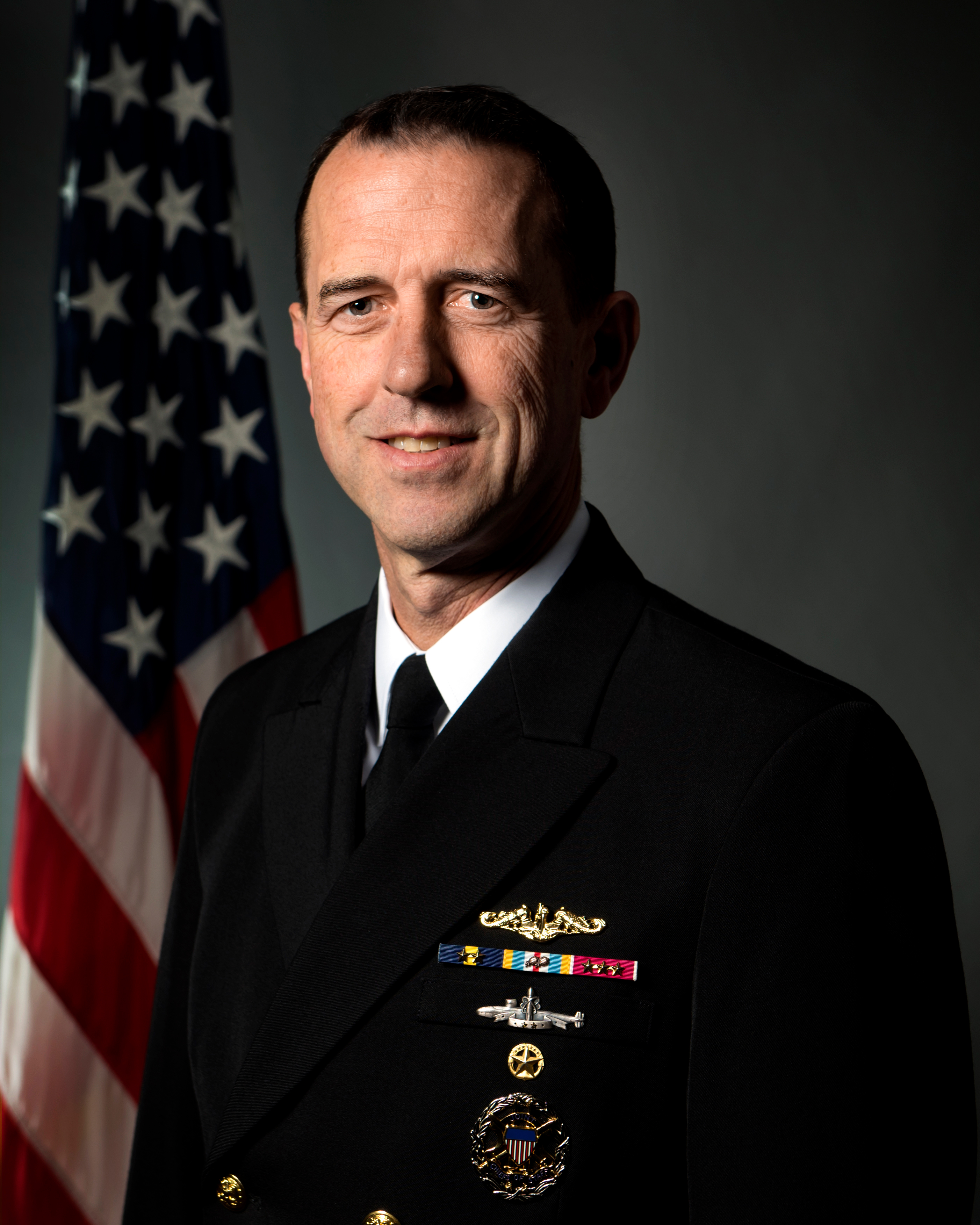
John M. Richardson (2018)

John M. Richardson, auch John Michael Richardson, (* 8. April 1960 in New York City) ist ein ehemaliger US-amerikanischer Admiral und 2015 bis 2019 Chief of Naval Operations und als solcher Mitglied der Joint Chiefs of Staff (Vereinigte Stabschefs) der USA.

## Biografie
Richardson absolvierte bis 1982 die United States Naval Academy und schloss als Bachelor of Science in Physik ab. Er diente danach vornehmlich bei der U-Bootwaffe (Parche, George C. Marshall und Salt Lake City) sowie als Kommandant beim U-Boot-Geschwader 8, Norfolk und der U-Bootflotte der United States Navy im Atlantik. Er war Stabschef der US Naval Forces Europa (NAVEUR), Marineberater beim US-Präsidenten und Direktor für Strategie und Politik beim US-Streitkräftekommando.  Richardson studierte auch am Massachusetts Institute of Technology (MIT) in Cambridge (Master in Elektrotechnik), an der Woods Hole Oceanographic Institution in Woods Hole und am National War College in Fort Lesley J. McNair, Washington, D.C.
Richardson war von 2012 bis 2015 Direktor der Nuclear Propulsion Programme. Er war von 2015 bis 2019 der 31. Chief of Naval Operations (CNO) und damit der ranghöchste Marineoffizier und Admiralstabschef der US Navy und als solcher Mitglied der Joint Chiefs of Staff (Vereinigte Stabschefs) der USA.

## Auszeichnungen
- Defense Distinguished Service Medal
- Navy Distinguished Service Medal
- Defense Superior Service Medal
- Legion of Merit
- Defense Superior Service Medal
- Meritorious Service Medal
- Navy & Marine Corps Commendation Medal
- Navy & Marine Corps Achievement Medal